# Monte di Mola
Il Monte di Mola è un rilievo carsico affacciantesi sul Golfo di Gaeta.
Il rilievo si trova subito sopra l'abitato storico di Castellone, oggi frazione di Formia, di origini antichissime, addirittura risalente all'epoca preromana.
Il versante settentrionale (Caprile) è brullo, quello meridionale ammantato da una rada pineta (ciò che gli incendi estivi hanno risparmiato) di rimboschimento in Pinus Pinaster, Halepensis e Pinea, con qualche esemplare isolato di Cupressus Italica e Quercus Suber. A mezzacosta vi è la traccia di un oleodotto. Dalla cima è possibile godere di un vasto panorama su Formia, Gaeta, le isole Pontine e Partenopee